# Tram-Museum Bern

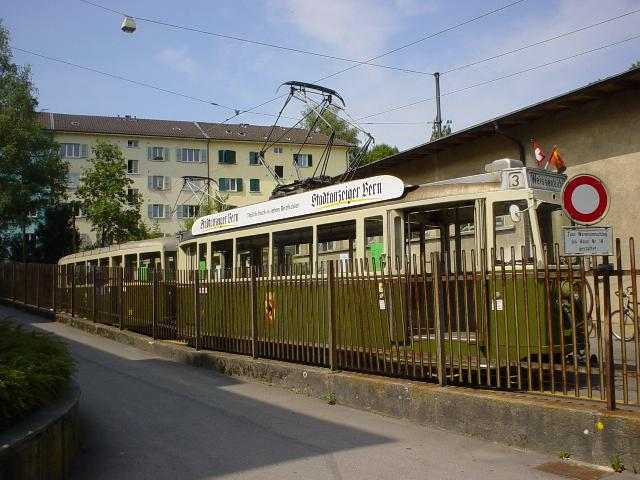
Motorwagen Be 4/4 171 von 1944 und Anhänger B4 317 von 1945 vor der Museumshalle Weissenbühl

Das Tram-Museum Bern ist nach dem Tram-Museum Zürich das zweite Strassenbahnmuseum in der Schweiz. Es ist in der Museumshalle Weissenbühl untergebracht und repräsentiert die Geschichte der Strassenbahn Bern.

## Beschreibung
Das Museum wurde in den Jahren 2006 und 2007 durch den Tramverein Bern (TVB) eingerichtet und wird auch durch diesen betrieben. Für die Einrichtung standen 100'000 Franken aus dem Kulturpreis der Burgergemeinde Bern zur Verfügung. Von den zur Verfügung stehenden Mitteln wurden nur etwa 40'000 Franken für die Einrichtung verwendet. Weitere finanzielle Mittel hat der Tramverein Bern weder im Vorfeld zweckgebunden gesammelt, noch je gezielt zurückgestellt.
Am 19. September 2007 wurde das Museum eröffnet. Dies, nachdem die historischen Fahrzeuge – soweit sie nicht für Sonderfahrten genutzt wurden – dort zusammen mit Dienstfahrzeugen schon jahrzehntelang untergebracht und auf Anfrage besichtigt werden konnten.
Das Tram-Museum Bern nimmt seit seiner Eröffnung regelmässig an der Langen Nacht der Museen in Bern teil, erstmals war dies 2008 der Fall.
Das Dampftram der Berner Tramway-Gesellschaft, wie auch der historische Stadtbus 5, sind derzeit woanders stationiert. Sie sind nur zu besonderen Anlässen vor Ort zu besichtigen.

## Galerie

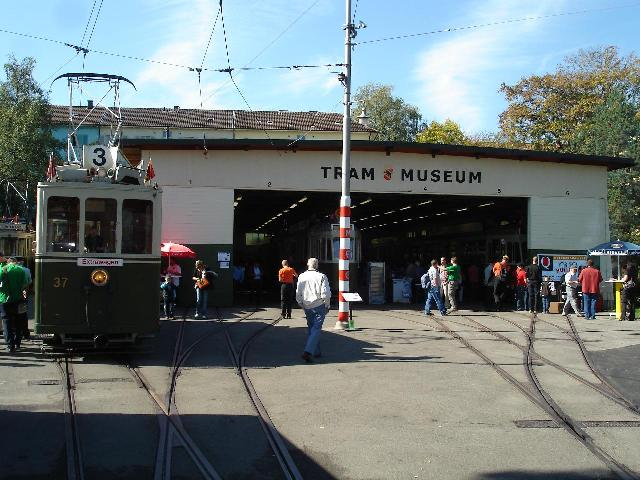
Die Museumshalle bei ihrer Eröffnung
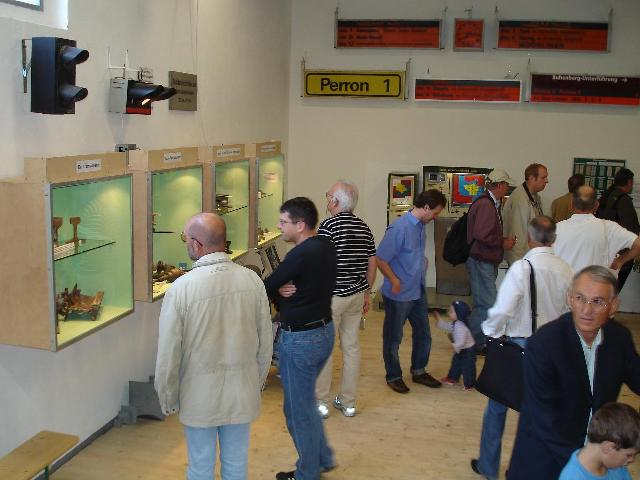
Innenansicht des Museums
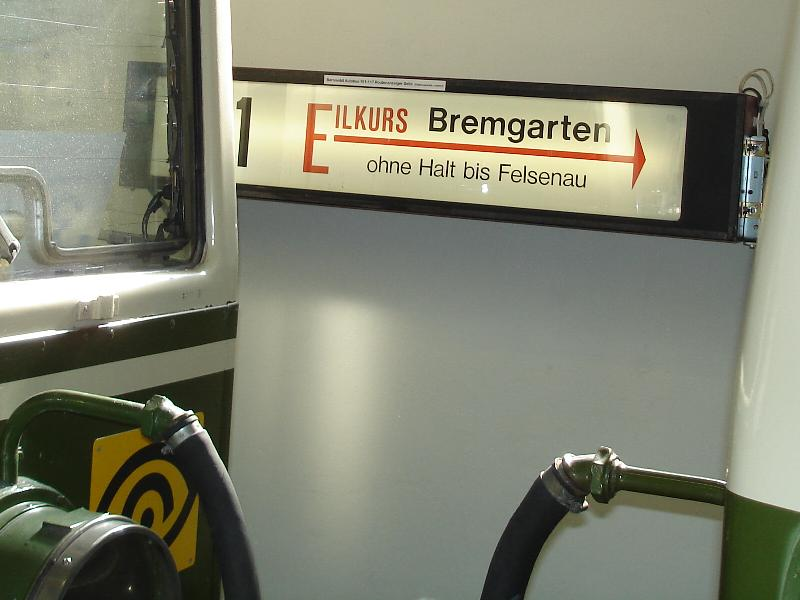
Eine Rollbandanzeige